# № 2 (фрегат, 1779)
№ 2 — парусный фрегат Каспийской флотилии Российской империи, один из трёх фрегатов типа «Номерной», участник гидрографических исследований берегов Каспийского моря.

## Описание судна
Парусный деревянный фрегат типа «Номерной», одно из трёх судов этого типа. Длина судна по сведениям из различных источников могла составлять от 14,63 до 29,9 метра, ширина от 7,9 до 7,92 метра, глубина интрюма 2,4—2,44 метра, а осадка 2,7 метра. Вооружение судна составляли 20 орудий.
Проект фрегатов оказался неудачным, все суда имели дифферент на нос, внутренние помещения их были тесными, а пушечные порты располагались настолько низко, что не могли быть открыты даже при слабом волнении. В связи с проблемой с портами у фрегатов пришлось снять фальшкили для уменьшения осадки. Все три фрегата были построены из сырого леса, в связи с чем срок их службы оказался недолгим.

## История службы
Фрегат № 2 был заложен в 1778 году на стапелях Казанской верфи и после спуска на воду в 1779 году вошёл в состав Каспийской флотилии России. Имени и звания корабельного мастера, построившего судно, не сохранилось. В том же году был переведён по Волге с верфи в Астрахань.
С 1781 по 1783 год выходил в плавания в Каспийское море в составе отряда под общим командованием капитана 2-го ранга графа М. И. Войновича и принимал участие в съёмке берегов Бакинской и Красноводской бухт, а также восточного берега Каспийского моря. В 1782 году оставался на зимовку в Астрабадском заливе.
По окончании службы в 1786 году фрегат № 2 был разобран в Астрахани.

## Командиры фрегата
Командирами фрегата № 2 в разное время служили:
- Г. Д. Киленин (1779—1782 годы);
- И. И. Арсеньев (1783 год).

### Комментарии
1. ↑  Два других фрегата соответственно носили наименования № 1 и № 3.
2. ↑  48 футов.
3. ↑  26 футов.
4. ↑  8 футов.